# Adventure Inc. – Jäger der vergessenen Schätze
Adventure Inc. – Jäger der vergessenen Schätze (OT: Adventure Inc.) ist eine bis 2003 produzierte US-amerikanische Fernsehserie. Nach dem Tod von Schauspieler Jesse Nilsson wurde sie bereits nach einer Staffel wieder eingestellt.

## Handlung
Der Abenteurer und Entdecker Judson Cross wird sowohl von Regierungen wie auch von Privatpersonen beauftragt, verlorene Gegenstände wiederzufinden oder Geheimnisse aufzudecken.
Beeinflusst wurde die Serie von den wahren Abenteuern des amerikanischen Entdeckers Barry Clifford, der u. a. nach jahrelanger Recherche das Piratenschiff Whydah vor der Küste Nordamerikas gefunden hat. Barry Clifford war auch Berater für die Dreharbeiten.

## Hauptdarsteller
| Rolle             | Schauspieler  | Synchronsprecher |
| ----------------- | ------------- | ---------------- |
| Judson Cross      | Michael Biehn | Walter von Hauff |
| Mackenzie Previn  | Karen Cliche  | Julia Haacke     |
| Gabriel Patterson | Jesse Nilsson | Philipp Brammer  |